# Gyvel (Chamaecytisus)
|  | For andre betydninger, se Gyvel (flertydig) |
Gyvel (Chamaecytisus) er en lille slægt med ca. 20 arter, der er udbredt i Nordafrika, Mellemøsten og Europa. Det er tætte, forholdsvis lave buske med tynde, furede, grønne skud og små, trekoblede blade. I visse tilfælde kan bladene mangle helt, og planten klarer sig da ved fotosyntese i stænglerne. De fleste arter har gule blomster, men hvide, orange, røde, rødviolette og lyserøde blomster forekommer hos nogle af arterne.
Slægten er dannet ved, at arterne er udskilt af slægten Gyvel (Cytisus), hvilket medfører, at der opstår en række synonyme artsnavne, som indledes med "Cytisus".
| Beskrevne arter |

| Andre arter |